# Aphytis cercinus
Aphytis cercinus är en stekelart som beskrevs av Compere 1955. Aphytis cercinus ingår i släktet Aphytis och familjen växtlussteklar.
Artens utbredningsområde är Namibia. Inga underarter finns listade i Catalogue of Life.